# Сцена с кузнецами
«Сцена с кузнецами» (англ. Blacksmith Scene) — немой короткометражный фильм Уильяма Диксона. Премьера состоялась в США 9 мая 1893 года. 17 октября 1894 года прокат фильма прошёл в Великобритании.

## Сюжет
В фильме показана работа в кузнице, кузнец и два подмастерья обрабатывают заготовку.
Мастер стучит молотком, указывая, где нужно будет обработать материал и продвигает его дальше, подмастерья обрабатывают указанные места молотами. После нескольких повторений процесса, мастер кладёт заготовку в угли, в это время один подмастерье берёт бутылку, стоящую у него за спиной, передаёт её другому, тот пьёт из неё и передаёт её мастеру, он тоже пьёт и передаёт её первому, который, отпив из бутылки, ставит её на место. Мастер возвращает разогретый материал на наковальню и они продолжают проковку.
Съёмки проводились с апреля по май 1893 года в павильоне «Чёрная Мария», только что построенной рядом с лабораториями изобретателя, расположенными в городе Вест-Орандж, штат Нью-Джерси. Фильм снят «Кинетографом», и считается первой кинокартиной, публично продемонстрированной при помощи «Кинетоскопа».

## В ролях
- Чарльз Кайзер
- Джон Отт

## Награды
В 1995 году фильм попал в Национальный реестр фильмов.